# Alexis Phạm Văn Lộc
Alexis Phạm Văn Lộc (1919 – 2011) là một Giám mục thuộc Giáo hội Công giáo Rôma người Việt Nam. Ông từng đảm trách vai trò Giám mục chính tòa Giáo phận Kon Tum trong vòng 20 năm, từ năm 1975 đến năm 1995. Ông cũng là giám mục người Việt Nam đầu tiên giữ vai trò Giám mục chính tòa Giáo phận Kon Tum.

## Thiếu thời và tu học
Giám mục Phạm Văn Lộc sinh ngày 17 tháng 3 năm 1919 tại phường Vĩnh Ninh, thành phố Huế, tỉnh Thừa Thiên – Huế (nay là quận Thuận Hóa, thành phố Huế) , nguyên quán thuộc giáo xứ Kẻ Hạc, xã Hòa Trạch, huyện Bố Trạch, tỉnh Quảng Bình, thuộc Tổng giáo phận Huế (nay khu vực này thuộc Giáo phận Hà Tĩnh). Thân phụ là ông Phạm Văn Hi, là một công chức thời Pháp và thân mẫu là bà Trương Thị Báu. Phạm Văn Lộc còn có ba người em trai, tất cả năm người đều đã qua đời.
Lên 6 tuổi, gia đình cho cậu bé Lộc theo học tiểu học tại trường Lasan Bình Linh, Huế. Tiếp tục con đường học tập, từ năm 1933, cậu học trung học tại Thiên Hựu, Huế. Trong hai năm 1940 và 1941, Phạm Văn Lộc đậu tú tài phần hai tại trường Khải Định, Huế.
Trong khoảng thời gian ngắn từ 1943 đến năm 1944, Phạm Văn Lộc đảm trách vai trò giáo sư Chủng viện Thừa sai Kon Tum. Kể từ năm 1944, Phạm Văn Lộc bắt đầu theo học Đại chủng viện Quy Nhơn. Do hoàn cảnh chiến tranh, một năm sau cậu vào học tại Đại chủng viện Thừa sai Kon Tum, đến năm 1946 thì vào học ở Đại chủng viện Huế.

## Linh mục
Sau quá trình tu học, Phạm Văn Lộc được thụ phong linh mục ngày 21 tháng 8 năm 1951 do Giám mục Jean-Baptiste Urrutia Thi cử hành tại Huế. Sau khi thụ phong, Phạm Văn Lộc được bổ nhiệm làm giáo sư tại Đại chủng viện Thừa sai Kon Tum. Năm 1955, ông được bổ nhiệm đảm trách vai trò linh mục chánh xứ giáo xứ Tân Hương, Kon Tum. Chỉ hai năm sau đó, linh mục Phạm Văn Lộc được bổ nhiệm giữ chức Giám đốc Tiểu chủng viện Thừa sai Kon Tum.
Năm 1969, Phạm Văn Lộc du học tại Pháp đến năm 1972 thì về Việt Nam và đảm nhận vai trò linh mục chính xứ giáo xứ Kon Mahar, Kon Tum. Năm 1974, ông được bổ nhiệm giữ chức Giám đốc Trường Giáo phụ Cuenot.

## Giám mục
Trong tình hình chiến sự căng thẳng, Tòa Thánh ủy quyền cho giám mục Paul Léon Seitz Kim chọn giám mục phó. Với sự giới thiệu của Thánh bộ Loan báo Tin Mừng, Giáo hoàng Phaolô VI chuẩn thuận chọn linh mục Alexis Phạm Văn Lộc làm giám mục phó giáo phận Kon Tum. Trong cùng ngày và là dịp cử hành lễ Truyền dầu - ngày 27 tháng 3 năm 1975, linh mục Phạm Văn Lộc được công bố bổ nhiệm làm giám mục phó với quyền kế vị tại Giáo phận Kon Tum kiêm thêm vai trò giám mục hiệu tòa Respecta, lễ tấn phong cho vị tân chức được cử hành tại Nhà thờ Phương Nghĩa, Kon Tum với phần nghi thức truyền chức chính yếu cử hành bởi Giám mục Paul Léon Seitz Kim, giám mục Kon Tum, với vai trò chủ phong. Tân giám mục chọn cho mình khẩu hiệu: "Omnium servum" (Tôi tớ mọi người). Ngày 12 tháng 8 năm 1975, Ủy ban Quân quản yêu cầu giám mục Kim và các linh mục ngoại quốc phải hồi hương. Với việc ra đi của các giáo sĩ này, công việc mục vụ tại giáo phận bị đình trệ, các công tác khác như điều hành trường tư thục, y tế và đào tạo giáo sĩ cũng bị ảnh hưởng. Ngày 2 tháng 10 năm 1975, giám mục phó Phạm Văn Lộc chính thức kế vị Giám mục Paul Léon Seitz Kim làm Giám mục chính tòa Giáo phận Kon Tum.
Sau chiến tranh Việt Nam và trong thời kỳ quân quản, Giám mục Phạm Văn Lộc bị tra hỏi với nhiều chủ đề về tài chính, vật tư tại các cơ sở Công giáo. Tòa giám mục Kon Tum cũng bị khám xét. Một số linh mục, yao phu và những người tham gia mục vụ giáo xứ bị đưa đi tập trung cải tạo. Các cơ sở tôn giáo bị tịch biên. Trong tình hình này, việc sinh hoạt mục vụ bị đình trệ và giám mục giáo phận không thể cử hành các chuyến thăm mục vụ. Giám mục Lộc lo âu và mong muốn ổn định các giáo xứ thuộc giáo phận. Dù trong hoàn cảnh phức tạp, giám mục Phạm Văn Lộc cho triệu tập các chủng sinh về Chủng viện Thừa sai Kon Tum để tiếp tục đào tạo. Ngày 6 tháng 8 năm 1976, Ủy ban Quân quản gửi quyết định yêu cầu Tòa giám mục đóng cửa Chủng viện này và từ ngày 25 tháng 8 cùng năm, Chủng viện Thừa sai Kon Tum đã bị đóng cửa.
Sau 1975, tình hình xã hội khó khăn, dân chúng đói khổ, giám mục Phạm Văn Lộc tìm đến Quy Nhơn, Bình Định mua bột mì để các nữ tu làm bánh tráng với mục đích tiếp tế cho dân chúng. Ngoài ra, giám mục Lộc cũng tham gia các hoạt động thiện nguyện khác như theo các nữ tu nấu cơm tại Cô nhi viện và Trại cùi, vào các dịp như lễ Giáng Sinh và Tết Nguyên Đán. Trước tình hình bị cô lập và công việc mục vụ khó khăn, Giám mục Phạm Văn Lộc đề nghị Tòa Thánh cho tấn phong một giám mục phó với quyền kế vị. Ông đã chọn linh mục Phêrô Trần Thanh Chung, tấn phong chức giám mục cho linh mục này vào chiều tối ngày 22 tháng 11 năm 1981 tại Chủng viện Thừa sai Kon Tum.
Nhân dịp chuẩn bị cho lễ kỷ niệm 60 năm thành lập Hạt Đại diện Tông toà Kon Tum, giám mục Phạm Văn Lộc họp bàn với các linh mục về việc khôi phục Chủng viện Thừa sai Kon Tum. Ngày 6 tháng 11 năm 1991, Giám mục Phạm Văn Lộc đề nghị các chủng sinh giáo phận hỗ trợ xây dựng cơ sở đào tạo chủng sinh mới. Ông cũng đề nghị các dòng tu hỗ trợ đào tạo cho các củng sinh đang học dở dang trước năm 1975. Ngoài ra, giám mục Lộc tìm nơi ăn ở cho các chủng sinh xa nhà và loan báo nhận các chủng sinh mới cho giáo phận. Các linh mục và chủng sinh dạy tiếng Pháp và các phân môn khác để các chủng sinh dự bị thi đại học và có kết quả khả quan. Khóa chủng sinh dự bị này đã vào Đại chủng viện Huế năm 1993.
Ngày 14 tháng 11 năm 1994, ông chủ sự lễ tu sửa Nhà thờ chính tòa Kon Tum. Đây là lần đầu tiên sau khi xây dựng 83 năm, nhà thờ này được tu sửa.
Ngày 8 tháng 4 năm 1995, Tòa Thánh công bố thông tin chấp thuận theo lời thỉnh nguyện xin hồi hưu của giám mục Phạm Văn Lộc, chấp thuận cho ông rời vị trí giám mục chính tòa Kon Tum. Giám mục phó Trần Thanh Chung trở thành giám mục chính tòa. Lễ bàn giao giáo phận cử hành sau đó vào ngày 13 tháng 4, vào ngày Thứ Năm Tuần Thánh. Thời kỳ ông cai quản giáo phận, con số giáo dân tăng đáng kể, chỉ tính từ năm 1991, với số giáo dân là 120.000, đến bốn năm sau đó là năm 1995, khi bàn giao giáo phận cho giám mục kế vị Trần Thanh Chung, con số giáo dân đã lên đến hơn 136.000 người.
Nhận thấy tình trạng sức khỏe Giám mục Phạm Văn Lộc suy yếu, trong tháng 11, các đoàn linh mục, nữ tu lần lượt đến thăm ông. Chiều này 15 tháng 11 năm 2011, tình hình sức khỏe giám mục Lộc suy kiệt, nhưng khỏe lại trong thời gian ngắn ngày 16 tháng 11. Giám mục Phạm Văn Lộc qua đời vào chiều ngày 17 tháng 11 năm 2011, với sự hiện diện của linh mục Tổng đại diện Nguyễn Vân Đông, các linh mục và nữ tu. Tối cùng ngày, giám mục Micae Hoàng Đức Oanh đã hướng dẫn các ban ngành, đoàn thể và các linh mục tổ chức tang lễ cho cố giám mục. Giám mục Oanh cũng đã đón tiếp nhiều phái đoàn từ chính quyền đến viếng cố giám mục.
Linh cữu được quàn tại Nhà thờ Chính toà Kon Tum và lễ An táng cử hành vào lúc 06 giờ 00, thứ hai ngày 21 tháng 11. Mộ ông được đặt tại khuôn viên nhà thờ Chính toà Kon Tum.

## Cá nhân
Trong thời kỳ làm Giám mục, 3 nữ tu thuộc Hội dòng Ảnh Phép Lạ là Yă Gong, Yă Mar và Yă Nhưn được phân công chăm sóc phục vụ giám mục Phạm Văn Lộc. Giám mục Lộc để lại ấn tượng sâu sắc với các nữ tu vì sống giản dị: ông không chấp nhận dùng sữa tốt vì cho rằng nó tốn kém. Chiếc áo sơ mi đen dùng để đi cầu nguyện được chọn từ bao tải quần áo cũ quyên góp, khăn mặt rách tả tơi không cho phép các nữ tu thay khăn mới, dù đã nhiều lần nài nỉ. Chính vì chiếc khăn này, các nữ tu bị chỉ trích vì không biết quan tâm đến vị giám mục. Ấn tượng thứ hai với các nữ tu là sự quan tâm các hoàn cảnh khó khăn của giám mục Phạm Văn Lộc. Các lần vào Thành phố Hồ Chí Minh điều trị, giám mục Lộc khi xin về với người nghèo, lúc lại căn dặn các nữ tu hỗ trợ người nghèo. Trong thời gian điều trị bệnh, khi có tiền hỗ trợ, giám mục Lộc đều dành cho người nghèo và khi qua đời không còn tiền riêng. Ước nguyện cuối cùng của ông là các nữ tu, cùng với sự hỗ trợ của mọi người cùng sự tin tưởng nơi Thiên Chúa tiếp tục chăm lo cho các hoàn cảnh khó khăn.

## Tông truyền
Giám mục Alexis Phạm Văn Lộc được tấn phong năm 1975, thời Giáo hoàng Phaolô VI, bởi:
- Chủ phong: Giám mục Paul Léon Seitz Kim, M.E.P., Giám mục chính tòa Giáo phận Kon Tum.

Giám mục Alexis Phạm Văn Lộc là Giám mục Chủ phong cho giám mục:
- Năm 1981, giám mục Phêrô Trần Thanh Chung, hiện đang là cố Giám mục chính tòa Giáo phận Kon Tum.

Giám mục Alexis Phạm Văn Lộc là Giám mục Phụ phong cho giám mục:
- Năm 1981, giám mục Giuse Trịnh Chính Trực, hiện đang là cố giám mục chính tòa Giáo phận Ban Mê Thuột.